# Givrum.nu
Givrum.nu er en dansk interesseorganisation, der startede som ide  i  2006, hvor blandt andet folkeskolelærer Christian Fumz  og cand. pæd. Jesper Koefoed-Melsen var initiativtagere.
Organisationen arbejder for at tage tomme bygninger i brug for at dele viden og opbygge et samarbejde mellem ejere og brugere for midlertidig ibrugtagning af disse bygninger.
De tomme bygninger tænkes anvendt som værksteder, kontorer, atelierer eller lignende, medens  de venter på at blive renoveret eller revet ned.

## Ekstern henvisning
- Givrum.nus hjemmeside